# Fujiwara no Sadayori
Fujiwara no Sadayori (藤原定頼?   995 - 8 de febrero de 1045) fue un poeta y cortesano japonés que vivió a mediados de la era Heian. Su padre fue Fujiwara no Kintō y su madre fue la hija del Príncipe Akihira (hijo del Emperador Murakami). Alcanzó los títulos de Shōnii y de Gonchūnagon tomando el nombre de Shijō Chūnagon (四条中納言?). Su nombre se encuentra en la lista antológica del Chūko Sanjūrokkasen.

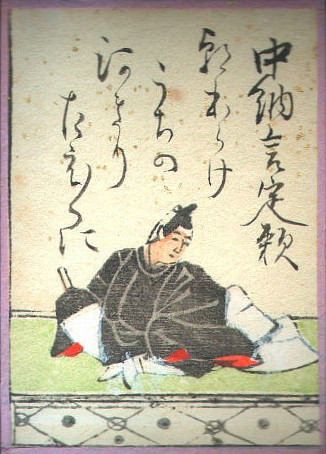
Fujiwara no Sadayori.

En 1007 fue nombrado como Jugoi, en 1008 como chambelán y en 1009 como oficial de la corte. En 1017 fue promovido a Kurodonotō y a Shōshii, en 1020 fue promovido como Sangi y Sadaiben y en 1022 como Shōsanmi. En 1029 ascendió como Gonchūnagon y en 1042 como Shōnii. Hacia 1044 se enfermó y decidió convertirse en un monje budista, falleciendo al año siguiente.
Hubo anécdotas sobre su relación con la poetisa Koshikibu no Naishi, también tuvo relaciones con las poetisas Sagami y Daini no Sanmi. Fue un experto en la música, en el canto de las sutras budistas y la caligrafía china. Participó en concursos de waka durante 1032 y 1035.
Algunos de sus poemas fueron incluidos en la antología imperial Goshūi Wakashū. Compiló sus poemas en el Sadayori-shū (定頼集?). Uno de sus poemas también fue incluido en la antología Ogura Hyakunin Isshu.